# Žuljana
Žuljana – wieś w Chorwacji, w żupanii dubrownicko-neretwiańskiej, w gminie Ston. W 2021 roku liczyła 288 mieszkańców.